# Hypobrycon maromba
Hypobrycon maromba är en fiskart som beskrevs av Luiz R. Malabarba och Malabarba, 1994. Hypobrycon maromba ingår i släktet Hypobrycon och familjen Characidae. Inga underarter finns listade i Catalogue of Life.